# Hajji Azdi Apardi
Hajji Azdi Apardi fou un amir dels apardi, que podria ser fill de Muhammad Khoja Apardi (esmentat també com Muhammad Khwaja Azdi o Muhammad Khwaja Apardi). A la mort de Muhammad Khoja Apardi el lideratge de la tribu havia passat a Zinda Hasham Apardi, i Tamerlà va comunicar a Azdi Apardi que com que la província de Balkh quedava sense ocupar ja que el seu amir Oljai Bugha Sulduz (Eltxi Bugha) havia marxat al Badakhxan; i enviaria un exèrcit per ocupar la zona i que voldria partir-la amb ell (Azdi dirigia una part del tuman que pasturava a Shumergan); aquest es va mostrar d'acord i va enviar un exèrcit a Balkh. En aquestes circumstàncies Buyan Sulduz, que havia abandonat Badakhxan, va arribar a la zona de Balkh i el Bakelan, va derrotar a Hajji Azdi i el va obligar a fugir cap a Xahrisabz a la cort de Timur; Buyan va ocupar també Shumergan. Però Tamerlà va acudir amb les seves forces i va restaurar a Azdi a Shumergan.